# Openul Britanic
Openul Britanic  este un turneu profesionist de snooker. Este turneu pe puncte din 1985.

## Istoric
Turneul a fost inaugurat în 1980 sub numele British Gold Cup și a avut loc la Derby, în Assembly Rooms. A fost un turneu invitațional cu șaisprezece jucători prezenți și s-a desfășurat cu un sistem de grupe ai căror câștigători au avansat în semifinale. În anul următor, Yamaha a devenit sponsor și turneul a fost redenumit Trofeul Yamaha Organs. În anul următor, numele turneului a fost schimbat în International Masters. Din nou s-a desfășurat într-un sistem cu grupe, iar învingătorii au avansat în finală. Pentru 1984, numărul de participanți a fost mărit la 27 și au fost organizate nouă grupe de câte trei jucători. Câștigătorii au jucat în trei grupe semifinale, iar câștigătorii au jucat într-o grupă finală cu trei jucători.
După ce WPBSA a decis să mărească numărul de turnee de clasament din sezonul 1984/1985 și Yamaha și-a retras sponsorizarea, evenimentul a fost redenumit British Open. Producătorul de vopseluri Dulux a fost sponsorul evenimentului între 1985 și 1987. În următorii șase ani, evenimentul a avut patru sponsori diferiți: MIM Britannia Unit Trusts în 1988, Anglian Windows în 1989, Pearl Assurance între 1990 și 1992 și Wickes Home Improvements în 1993. În 1990, au fost introduse trageri la sorți în stil FA Cup, fără protecție de capi de serie.
În 1994, turneul a fost mutat la Plymouth. Între 1994 și 2004, evenimentul a fost sponsorizat în doar trei ani de Castella în 1995 și 1996, și de Stan James în 2001. Evenimentul a fost mutat în prima jumătate a calendarului în 1999/2000. Evenimentul s-a mutat apoi la Telewest Arena din Newcastle pentru 2001, la Centrul Internațional din Telford pentru 2002 și la Brighton pentru 2003 și 2004. Evenimentul a fost eliminat din calendar în 2005/2006.

## Breakuri maxime
Au fost zece breakuri maxime de-a lungul istoriei turneului. James Wattana a făcut primul în 1992 în optimile de finală împotriva lui Tony Drago. Al doilea și al treilea au venit în grupele evenimentului. David McDonnell l-a reușit în runda a patra a ediției din 1995 împotriva lui Nic Barrow și Jason Prince în runda a cincea a primei ediții din 1999 împotriva lui Ian Brumby. Graeme Dott l-a făcut pe următorul la aceeași ediție. Al cincilea i-a aparținut lui Stephen Hendry, și a fost realizat în finala celei de-a doua ediții din 1999 împotriva lui Peter Ebdon. Al șaselea a fost reușit de John Higgins în 2003 în 16-imi de finală împotriva lui Michael Judge. Turneul a revenit în calendar în 2021. Higgins a mai făcut un break maxim în meciul câștigat în prima rundă din 2021 în fața lui Alexander Ursenbacher, în timp ce Ali Carter l-a făcut în meciul din optimi împotriva lui Elliot Slessor. Al nouălea a fost făcut în 2022 de Mark Selby în turul al treilea împotriva lui Jack Lisowski. Cel mai recent break maxim îi aparține lui Mark Allen și a fost înregistrat în 2024.

## Câștigători
| An                             | Câștigător        | Locul 2           | Scor             | Sezon            |
| British Gold Cup               | British Gold Cup  | British Gold Cup  | British Gold Cup | British Gold Cup |
| ------------------------------ | ----------------- | ----------------- | ---------------- | ---------------- |
| 1980                           | Alex Higgins      | Ray Reardon       | 5-1              | 1979/80          |
| Trofeul Yamaha Organs          |                   |                   |                  |                  |
| 1981                           | Steve Davis       | David Taylor      | 9 - 6            | 1980/81          |
| 1982                           | Steve Davis       | Terry Griffiths   | 9 - 7            | 1981/82          |
| Mastersul Internațional Yamaha |                   |                   |                  |                  |
| 1983                           | Ray Reardon       | Jimmy White       | 9 - 6            | 1982/83          |
| 1984                           | Steve Davis       | David Martin      | Faza grupelor    | 1983/84          |
| Openul Britanic                |                   |                   |                  |                  |
| 1985                           | Silvino Francisco | Kirk Stevens      | 12 - 9           | 1984/85          |
| 1986                           | Steve Davis       | Willie Thorne     | 12 - 7           | 1985/86          |
| 1987                           | Jimmy White       | Neal Foulds       | 13 - 9           | 1986/87          |
| 1988                           | Stephen Hendry    | Mike Hallett      | 13 - 2           | 1987/88          |
| 1989                           | Tony Meo          | Dean Reynolds     | 13 - 6           | 1988/89          |
| 1990                           | Bob Chaperon      | Alex Higgins      | 10 - 8           | 1989/90          |
| 1991                           | Stephen Hendry    | Gary Wilkinson    | 10 - 9           | 1990/91          |
| 1992                           | Jimmy White       | James Wattana     | 10 - 7           | 1991/92          |
| 1993                           | Steve Davis       | James Wattana     | 10 - 2           | 1992/93          |
| 1994                           | Ronnie O'Sullivan | James Wattana     | 9 - 4            | 1993/94          |
| 1995                           | John Higgins      | Ronnie O'Sullivan | 9 - 6            | 1994/95          |
| 1996                           | Nigel Bond        | John Higgins      | 9 - 8            | 1995/96          |
| 1997                           | Mark Williams     | Stephen Hendry    | 9 - 2            | 1996/97          |
| 1998                           | John Higgins      | Stephen Hendry    | 9 - 8            | 1997/98          |
| 1999                           | Fergal O'Brien    | Anthony Hamilton  | 9 - 7            | 1998/99          |
| 1999                           | Stephen Hendry    | Peter Ebdon       | 9 - 5            | 1999/00          |
| 2000                           | Peter Ebdon       | Jimmy White       | 9 - 6            | 2000/01          |
| 2001                           | John Higgins      | Graeme Dott       | 9 - 6            | 2001/02          |
| 2002                           | Paul Hunter       | Ian McCulloch     | 9 - 4            | 2002/03          |
| 2003                           | Stephen Hendry    | Ronnie O'Sullivan | 9 - 6            | 2003/04          |
| 2004                           | John Higgins      | Stephen Maguire   | 9 - 6            | 2004/05          |
| 2021                           | Mark Williams     | Gary Wilson       | 6 - 4            | 2021/22          |
| 2022                           | Ryan Day          | Mark Allen        | 10 - 7           | 2022/23          |
| 2023                           | Mark Williams     | Mark Selby        | 10 - 7           | 2023/24          |
| 2024                           | Mark Selby        | John Higgins      | 10 - 5           | 2024/25          |